# Gabriel Arroyo
Gabriel Arroyo (n. 3 de marzo de 1977 en Buenos Aires) es un jugador de voleibol argentino, integrante de la selección de su país con la que participó en los Juegos Olímpicos de Londres 2012. Ha sido premiado con el Premio Consagración de Clarín (2007) Jorge Newbery y Olimpia de Plata.

## Carrera deportiva
Se formó en el Club Vélez Sarfield de Buenos Aires. "Gabriel Arroyo se formó, creció y casi que nació en Vélez Sarsfield".
En 2005 llegó al Club Ciudad de Bolívar donde fue multicampeón ganando varias ligas y torneos internacionales como campeón sudamericano. 
En 2011 integró el equipo que salió 4º en la Liga Mundial de Voleibol. En 2012 integró el equipo olímpico de ese país que se desempeñó en los Juegos Olímpicos de Londres 2012.